# 128426 Vekerdi
128426 Vekerdi este o planetă minoră (asteroid) din centura de asteroizi. A fost descoperită pe 18 iunie 2004 la Piszkéstetői Obszervatórium⁠(d) de Krisztián Sárneczky⁠(d) și a fost numită după Vekerdi László⁠(d). 
Obiectul prezintă o orbită caracterizată de o semiaxă mare de 2,2775869729619 UAi, o excentricitate de 0,09, o înclinație de 5,6 ° în raport cu ecliptica.